# Mt. Helium
Mt. Helium — американський рок-гурт з Лос-Анджелесу, штат Каліфорнія, раніше була більш відома як The Apex Theory.

## Історія
Гурт The Apex Theory з'явилась в 1999 році в Лос-Анжделесі трьома музикантами вірменського походження: Енді Хачатуряном (колишнім ударником System of a Down), Артом Карамяном и Девідом Акопяном. Пізніше до проєкту приєднався Семмі Джей Вотсон. Через рік команда записала перший міні-альбом Extendemo. У 2001 році був підписаний контракт з лейблом DreamWorks Records. 2 квітня 2002 року гурт випустив свій перший повноцінний альбом Topsy-Turvy, який зробив музикантів більш-менш популярними. Через декілька місяців фронтмен Енді Хачатурян покинув проєкт. Арт Карамян став фронтменом. В цьому складі музиканти записали альбоми Inthatskyissomethingwatching та Faces.

## Склад
- Арт Карамян — гітара (1999—2008), вокал (2002—2008)
- Девід Акопян — бас-гітара (1999—2008)
- Семмі Джей Вотсон — ударні (1999—2008)
- Енді Хачатурян- вокал (1999—2002)

## Дискографія

### Студійні альбоми
- «Topsy-Turvy» (2002)
- «Faces» (2008)

### Міні-альбоми
- «The Apex Theory» (2001)
- «Inthatskyissomethingwatching» (2004)
- «Lightpost» (2007)